# Munna truncata
Munna truncata är en kräftdjursart som beskrevs av Richardson1908. Munna truncata ingår i släktet Munna och familjen Munnidae. Inga underarter finns listade i Catalogue of Life.